# Parque nacional natural de Azov-Sivash
El Parque nacional natural de Azov-Sivash (en ucraniano: Азово-Сиваський національний природний парк) es un parque nacional de Ucrania, ubicado en la isla Byriuchyi en el noroeste del Mar de Azov. El parque fue creado para proteger el entorno costero único del noroeste de Azov. Es particularmente importante como una parada en la ruta migratoria para las aves migratorias, con más de un millón de aves que visitan cada año. Se encuentra en Raión de Gueníchesk de Óblast de Jersón. El parque fue creado el 25 de febrero de 1993 y tiene una superficie de 52582.7 hectáreas (203.023 millas cuadradas).

## Topografía
Hay dos áreas separadas en el parque:
- Sitio de Azov: Isla Byriuchyi en el mar de Azov (alrededor de 7700 hectáreas). De hecho, la isla está conectada a la tierra por el estrecho Fedotova Spit. El terreno es principalmente llanuras de estuario con conchas de arena.
- Sitio Sivash: Las aguas y las islas del estuario marino se extienden hacia el interior a lo largo de la bahía de Sivash, que parece una laguna (37785 hectáreas).

## Clima y ecorregión

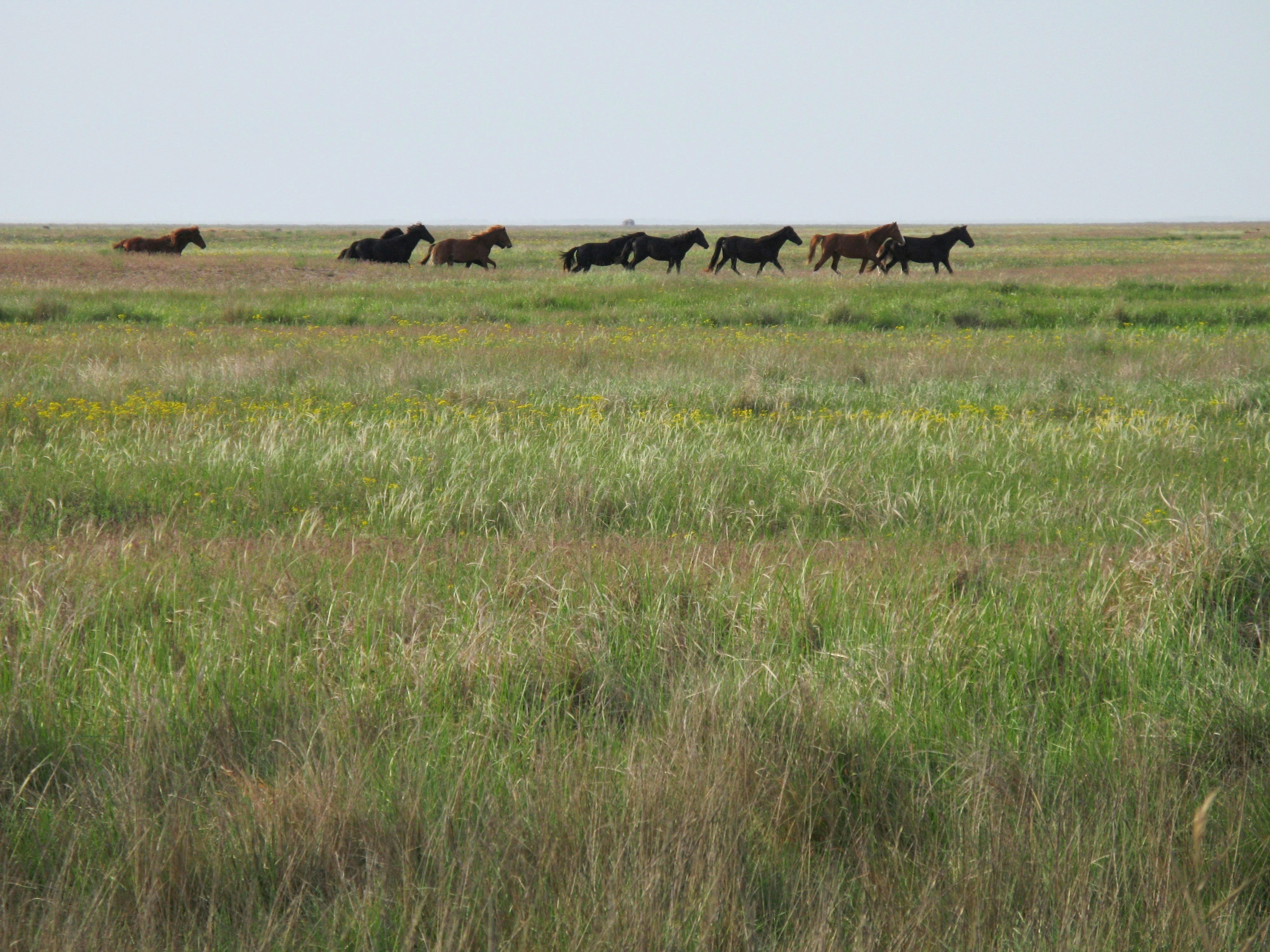
Fotografía de caballos salvajes en Jersón.

El parque se encuentra en la ecorregión esteparia del Póntico-Caspio.
La designación climática oficial para el área de Azov-Sivash es "Clima continental templado - subtipo de verano caluroso" (clasificación climática de Köppen Dfa), con grandes diferencias estacionales de temperatura y un verano caluroso (al menos cuatro meses con un promedio de más de 10 °C, al menos uno de los cuales supera los 22 °C. La temperatura promedio en enero es de -3 °C y 24 °C. La precipitación es una de las más bajas de Ucrania, con un promedio de 260 mm/año.

## Flora y fauna
El sector de Sivash tiene un ambiente de estepa seca, con suelos pobres y vegetación salobre. Las islas de la bahía se han mantenido relativamente aisladas y exhiben hábitats de estepa meridional más representativos. Los lechos de juncos se alinean en porciones del sector Sivash. El sitio de Azov es un importante lugar de descanso para las aves migratorias. La parte central de Sivash del parque es un humedal Ramsar de importancia internacional. El sitio también es parte de un Área Importante para las Aves y la Biodiversidad (AIAB) enumerada por Birdlife International.

### Flora
En tales condiciones climáticas y del suelo en Sivashy se forma la estepa desértica relativamente pobre y la vegetación salina con la correspondiente fauna de estepa. Condiciones ambientales más favorables en la isla. Biryuchy, donde las verdaderas estepas del sur están muy extendidas, y a lo largo del estuario de Utlyutsky, matorrales de cañas.
En las islas protegidas de Central Sivash - Churyuk y Kuyuk-Tuk, que fueron menos afectadas por el impacto antropogénico, se han conservado verdaderas fitocenosis esteparias.

### Fauna

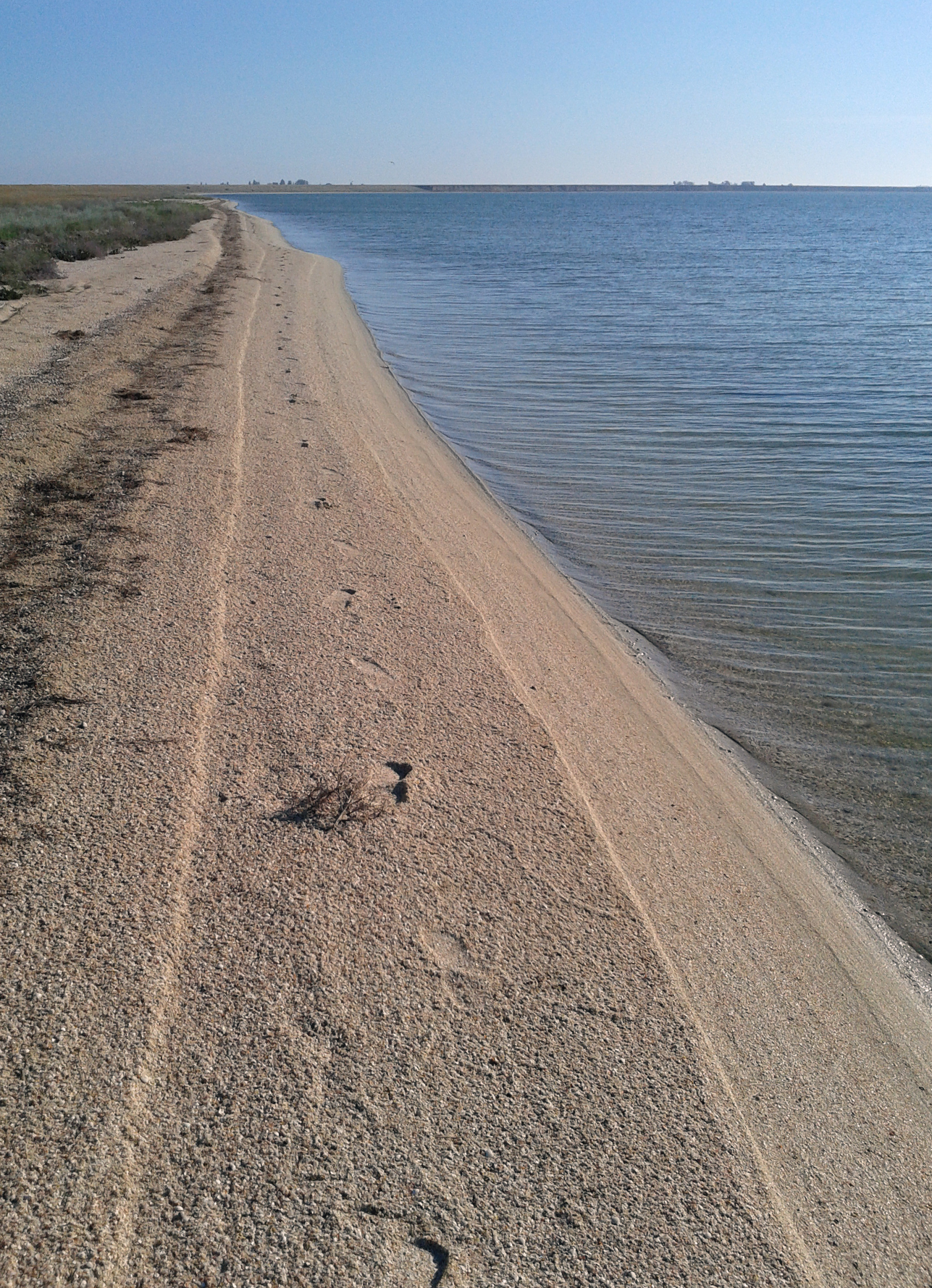
Playa de arena-coquina en Azov-Sivash.

Esta bahía es una tierra particularmente valiosa para las aves de los humedales en invierno. Más de 1 millón de aves (golondrinas, patos, golondrinas de marisma, limícolas, cisnes mudos, tarros, garzas, etc.) se registran en grupos estacionales durante el año; incluidas las especies raras, vulnerables y en peligro de extinción que figuran en el Libro Rojo de Ucrania, como el chorlitejo, el zanco de alas negras, el ostrero euroasiático, el pato de cabeza blanca, la gaviota de Pallas y el águila de cola blanca. Cerca, en las estepas de Prisivashshia, la avutarda grande, la avutarda pequeña, la grulla Demoiselle y la grulla común, la gallina aguilucho, el aguilucho pálido, el águila dorada, el águila moteada, el halcón sacre, el halcón peregrino, el cernícalo común. En el parque se han registrado un total de 30 especies de aves del "Libro Rojo". De estos, el águila de cola blanca y la avutarda pequeña también se incluyen en la Lista Roja Europea. Más del 1% de las poblaciones de gansos pechirrojos y gansos comunes que pasan el invierno aquí pueden vivir en las tierras. Se han registrado un total de 197 especies de aves en el parque.
Los pastos esteparios contribuyeron a la formación de grandes poblaciones de animales aclimatados. El trabajo de aclimatación comenzó en 1928. El número máximo de ciervos rojos (830 cabezas) se observó aquí en 1992, gamo (1425 cabezas) en 1991, muflón (987 cabezas) 1992, onagro (37 cabezas) 1994. De las aves de caza, aquí se aclimata el faisán común, cuyo número alcanza periódicamente varios cientos. Además, la isla Byriuchyi ha creado condiciones favorables para la existencia de especies de fauna aborígenes, como la liebre gris, el zorro y el perro mapache aclimatado. El número de estos animales, dada la tensa situación epidemiológica en la región, debe ser regulado constantemente.
En total, hay más de 5000 especies de animales dentro del parque, incluidas 250 especies de vertebrados. Los anfibios a menudo incluyen el sapo verde y la rana de los pantanos, entre los reptiles hay numerosos lagartos de arena, lagartos multicolores, serpientes de hierba y serpientes de dados. De las 26 especies de peces de valor comercial registradas en las aguas del parque son platija europea y kalkans, gobio jaspeado, gobio enano caucásico, esturión ruso, esturión estrellado, así como el salmonete so-iuy recientemente aclimatado al mar de Azov.
El parque también protege muchas especies de animales enumerados en el Libro Rojo de Ucrania: gran jerbo, turón estepario, delfín azov, babosas de cuatro rayas y de vientre amarillo, serpiente lisa, Vipera renardi, así como dos especies de pólipos hidroides, uno especies de tiña y 5 especies de insectos crustáceos: empusa pennicornis, iris plyamystokrylyy, avispa del camino, Cryptocheilus rubellus, dauber, avispa Stizus fasciatus, leucomigus blanco.
En total, 250 especies de vertebrados viven en el territorio del parque nacional natural de Azov-Sivash, 48 de ellas están incluidas en el Libro Rojo de Ucrania.

## Uso público
Como parque nacional, Azov-Sivash se divide en cuatro zonas de uso específico, que proporcionan un área protegida (38970 hectáreas en Sivash central), una zona de recreación regulada (618 ha), un área de recreación local (93 ha) y un "zona económica" (12 473 ha).